# ليه أنديليس
ليه أنديليس هي بلدة فرنسية تقع في إقليم أور، نورماندي شمال فرنسا.